# Mesoproctus
Genre
Mesoproctus est un genre fossile d'uropyges de la famille des Thelyphonidae.

## Distribution
Les espèces de ce genre ont été découvertes au Brésil. Elles datent du Crétacé,.

## Liste des espèces
Selon Whip scorpions of the World (version 1.0) et World Spider Catalog (version 23.5) :
- † Mesoproctus rowlandi Dunlop, 1998

et décrite depuis :
- † Mesoproctus rayoli Santana, Pinheiro, Andrade-Silva & Lima, 2024

## Systématique et taxinomie
Ce genre a été décrit par Dunlop en 1998 dans les Thelyphonidae.

## Publication originale
(juin 2024).
- Dunlop, 1998 : « A fossil whipscorpion from the Lower Cretaceous of Brazil. » The Journal of Arachnology, vol. 26, no 3, p. 291-295 (texte original) (en).